# Atlas Cheetah
Atlas Cheetah là một loại máy bay tiêm kích phục vụ trong Không quân Nam Phi (SAAF) từ năm 1986 đến năm 2008. Đầu tiên đây nó được chế tạo như một bản nâng cấp toàn bộ của Dassault Mirage III do hãng Atlas Aircraft Corporation (sau này là Denel) của Nam Phi (thành lập 1965) thực hiện. 3 biến thể khác nhau cũng đã được chế tạo, Cheetah D hai chỗ, và Cheetah E, Cheetah C một chỗ. Cheetah E nghỉ hưu vào năm 1992 và SAAF vẫn giữ 28 chiếc Cheetah C và Cheetah D phục vụ đến năm 2008, khi SAAF đưa 26 chiếc JAS 39 Gripens (17C/9D) vào thay thế.

## Quốc gia sử dụng
Nam Phi
- Không quân Nam Phi
  - Phi đội số 2
  - Phi đội số 5
  - Trường Bay Chiến đấu số 89

## Thông số kỹ thuật (Cheetah C)
Aerospaceweb.org - Aircraft Museum 

### Đặc điểm riêng
- Tổ lái: 1
- Chiều dài: 15.55 m (51.0 ft)
- Sải cánh: 8.22 m (26.97 ft)
- Chiều cao: 4.50 m (14.76 ft)
- Diện tích cánh: 35 m² (376.7 ft²)
- Diên tích cánh mũi: 17.87 ft² (1.66 m²)
- Trọng lượng rỗng: 6.600 kg (14.550 lb)
- Trọng lượng cất cánh:
- Trọng lượng cất cánh tối đa: 13.700 kg (30.200 lb)
- Động cơ: 1× turbojet Snecma Atar 9K50C-11, 7.200 kgf (71 kN, 15.900 lbf)

### Hiệu suất bay
- Vận tốc cực đại: Mach 2.2 (1.460 mph, 2.350 km/h), bay biển Mach 1.13 (865 mph, 1.390 km/h)
- Vận tốc hành trình:
- Tầm bay: 700 nmi (1.300 km)
- Trần bay: 55.755 ft (17.000 m)
- Vận tốc lên cao: 45.950 ft/min (14.000 m/min)
- Lực nâng của cánh: 250 kg/m² (52 lb/ft²)
- Lực đẩy/trọng lượng: 15.873 lb (70.6 kN) khi đốt đít

### Vũ khí
- Pháo: 2× pháo 30 mm (1.18 in) DEFA 552, 125 viên đạn mỗi khẩu
- Đạn phản lực: 4× ống phóng rocket Matra gắn ngoài, 18× quả rocket SNEB 68 mm mỗi ống, hoặc 2× thùng dầu/ống phóng rocket Matra JL-100 với 19× quả rocket SNEB 68 mm và 66 gallon (250 lít) nhiên liệu
- Tên lửa: 2× Python 3 AAM, V4 R-Darter (tên lửa BVR), U/Darter, V3C Darter
- Bom: 8.800 lb (4.400 kg)

### Máy bay có cùng sự phát triển
- Dassault Mirage III
- Dassault Mirage 5
- IAI Kfir
- IAI Nammer
- Atlas Carver

### Máy bay có tính năng tương đương
- Dassault Mirage 2000
- F-16
- Chengdu J-10
- Saab 37 Viggen